# Jean Deutz

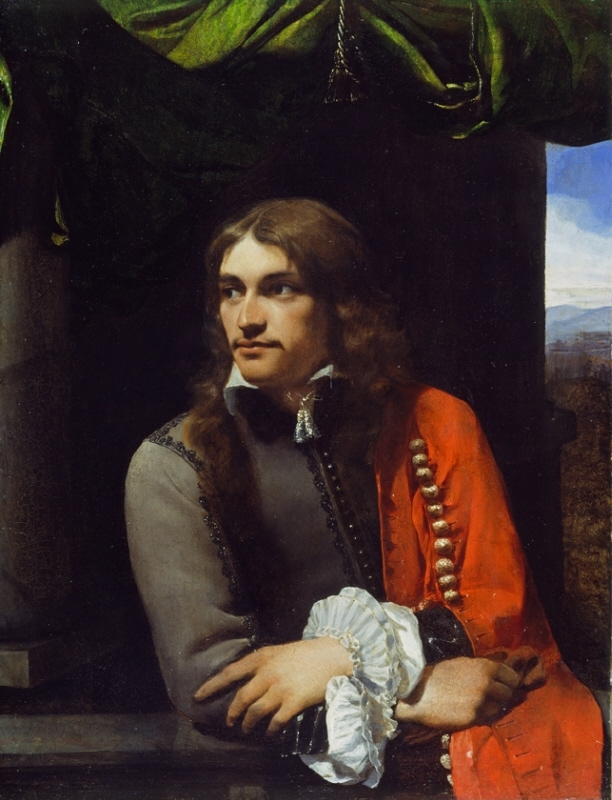
Jean Deutz (angenommen), gemalt von Michiel Sweerts (um 1650)

Jean Deutz (* 29. November 1618 in Amsterdam; † August 1673 ebenda) war ein bedeutender holländischer Händler, Bankier und Financier seines Schwagers Johan de Witt.

## Biografie

### Privates
Jean Deutz entstammte der Familie Deutz, die Anfang des 17. Jahrhunderts von Köln nach Amsterdam verzog. Seine Eltern waren Johan Deutz (1581 in Köln–1638 in Amsterdam), Kaufmann von Waren aus Ostindien, und Elisabeth Coymans (1595–1653). Jean war ursprünglich als Woll- und Seidenhändler tätig.
1654 ehelichte Jean Deutz Geertruid Bicker (1634–1702), Tochter von Johan Bicker und Agneta de Graeff van Polsbroek. Hierzu lud er auch den jungen Ratspensionär Johan de Witt ein, und stellte ihn hierbei seiner Schwägerin Wendela Bicker vor. Wendela und Johan heirateten im Folgejahr. Diese Doppelheirat brachte Deutz die Verwandtschaft zu den wichtigsten Republikanischen Kreisen Hollands ein, den Bicker, De Graeff und De Witt. Zu seinen Schwagern gehörten neben De Witt der Waffenhändler Jacob Trip, der Politiker Pieter de Graeff und der hohe Beamte Gerard Bicker (I) van Swieten. Das Ehepaar Jean und Geertruid Deutz hatte drei Kinder:
- Jean Deutz van Assendelft (1655–1719), ehelichte Maria Boreel
- Agneta Deutz (1657–1678), ehelichte ihren Cousin Cornelis de Graeff
- Isabella Deutz (1658–1694), ehelichte Diederik Hoeufft

Als Deutz’ Schwägerin Wendela Bicker 1668 verstarb, wurden er und sein Schwager Pieter de Graeff zum Vormund deren Neffen und Nichten, worunter Johan II. de Witt, bestellt, und für die Abwicklung des Nachlasses zuständig.

### Berufliches
Zwischen Deutz und De Witt entwickelte sich in Folge eine große Intimität, und De Witt war oft Gast von Deutz, sowohl in Amsterdam als auch auf dem Landhaus Den Eult bei Baarn, dem Hochzeitsgeschenk seiner Schwiegereltern. Deutz war De Witt ein vertrauter Ratgeber in finanziellen Angelegenheiten, und finanzierte die Kriege der Republik unter seinem Schwager. 1659 erhielt er aufgrund der Empfehlung von De Witt seitens Kaiser Leopold I. das Recht und Monopol, kaiserlich-österreichisches Quecksilber in (Nord-)Europa zu verkaufen. Er erhielt auch den Titel eines Kaiserlichen Faktor für das Quecksilber in Amsterdam. Das Quecksilber stammte aus Idrija im heutigen Slowenien, und wurde neben Amsterdam auch nach Venedig exportiert. De Witt half Deutz des Weiteren einen Handelsvertrag mit der Spanischen Krone abzuschließen, die das Quecksilber in den Silberminen von Mexiko verwendeten. 1669 gelang es ihm, das Monopol zu erwerben, indem er die gesamten Aktien der venezianischen Konkurrenten aufkaufte. Nach seinem Tod führte seine Witwe die Firma weiter und gewährte Kaiser Leopold I. im Großen Türkenkrieg gegen das Osmanische Reich und im Spanischen Erbfolgekrieg Kredite.